# Mohamed Lamouri (chanteur)
Pour les articles homonymes, voir Mohamed Lamouri.
Mohamed Lamouri, né le 26 avril 1982, est un chanteur de raï connu pour ses prestations musicales sur la ligne 2 du métro de Paris.
Mohamed Lamouri est originaire de Tlemcen en Algérie. Malvoyant de naissance, il découvre la musique en regardant Bled Music sur ENTV, l'émission qui a popularisé le raï en Algérie, et commence à chanter à cinq ans. Il est venu en France à l'occasion d'un festival de musique arabo-andalouse à La Rochelle en 2003, afin d'y jouer de la darbouka et a décidé de s'y installer. Il a d'abord joué dans les rames des lignes 6, 8 et 4 pour se concentrer ensuite sur la ligne 2, entre les stations Père-Lachaise et Courcelles. Il y chante des reprises adaptées en arabe, par exemple Billie Jean de Michael Jackson ou Hotel California des Eagles ainsi que ses propres compositions et des morceaux de Cheb Hasni. Il s'accompagne d'un synthétiseur Casio SA-75 porté à l'épaule. Au fil des années  Il attire l'attention de plusieurs producteurs de musique qui souhaitent le faire enregistrer mais ne donne pas suite. En 2011, il fait une apparition dans le film Rives d'Armel Hostiou, en 2012, Ayoub Layoussifi lui consacre un documentaire, Dis moi Mohamed. Finalement, Benjamin Caschera, fondateur de la plateforme musicale La Souterraine et du label Almost le convainc en 2018 d'enregistrer un EP, Chanteur de Paris. Il est accompagné du groupe Mostla, créé pour l'occasion. Sa reprise de Cheb Hasni, Tgoul Maaraft, est diffusée sur Radio Nova. En 2019, il sort l'album, Underground raï love qui comprend ses propres créations et quelques reprises de Cheb Hasni.